# باريت جونز
باريت جونز (بالإنجليزية: Barrett Jones)‏ هو لاعب كرة قدم أمريكية أمريكي، ولد في 25 مايو 1990 في كليرفيل في الولايات المتحدة.

## وصلات خارجية
- باريت جونز على موقع مرجع كرة القدم المحترفة.كوم (الإنجليزية)